# Plagiostachys bracteolata
Plagiostachys bracteolata là một loài thực vật có hoa trong họ Gừng. Loài này được R.M.Sm. miêu tả khoa học đầu tiên năm 1985.